# Funke Opeke

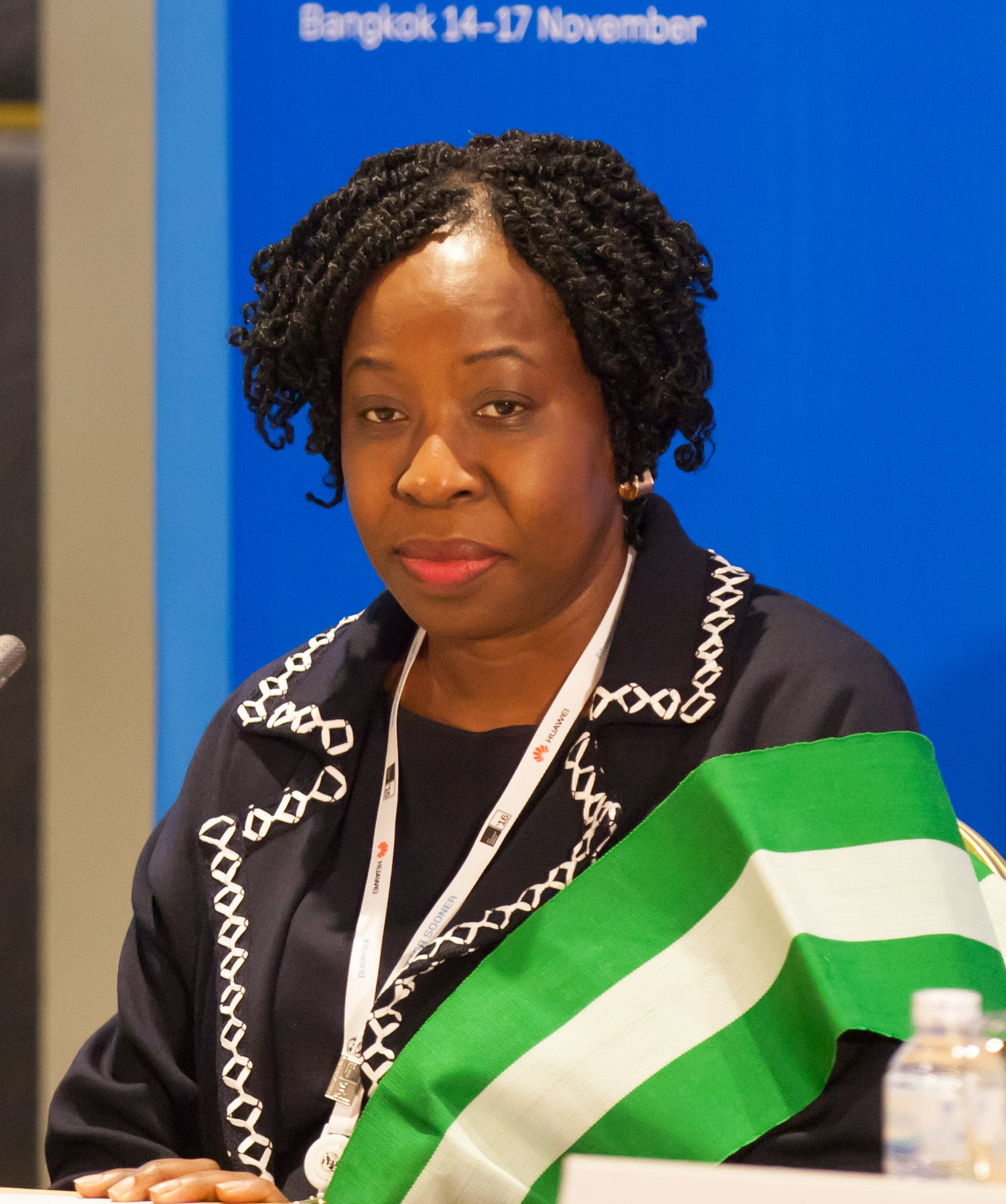
Funke Opeke, 2016

Funke Opeke (geboren im 20. Jahrhundert) ist eine nigerianische Elektroingenieurin und Unternehmerin. Sie ist Gründerin und Chief Executive Officer von MainOne, ehemals Main One Cable Company, einem Telekommunikationsunternehmen in Nigeria.

## Kindheit und Studium
Funke Opeke besuchte die Mädchenschule Queens School in Ibadan. Ihr Vater war der erste nigerianische Direktor des Cocoa Research Institute of Nigeria und ihre Mutter war Lehrerin.
Funke Opeke erwarb einen Bachelor in Elektrotechnik an der Obafemi Awolowo University und einen Master in Elektrotechnik an der Columbia University.

## Karriere in den USA
Nach ihrem Abschluss an der Columbia University schlug sie eine Laufbahn in der Informations- und Kommunikationstechnik in den Vereinigten Staaten ein, wo sie als Executive Director in der Großhandelsabteilung von Verizon Communications in New York City tätig war. Sie war Beraterin bei Transcorp und für kurze Zeit Chief Operating Officer von NITEL. Sie hat Main Street Technologies gegründet.

## Main One Cable
Funke Opeke kehrte 2005 als Chief Technical Officer (CTO) von Mobile Telephone Networks Nigeria (MTN) nach Nigeria zurück. 2008 gründete sie Main One Cable Company. MainOne ist der führende Anbieter von Kommunikationsdiensten und Netzwerklösungen in Westafrika. Das Unternehmen baute Westafrikas erstes in Privatbesitz befindliches, frei zugängliches 7.000 Kilometer langes Unterwasserkabel mit hoher Kapazität, das sich von Portugal nach Westafrika erstreckt und entlang der Strecke in Accra (Ghana), Dakar (Senegal) im Jahr 2019, Abidjan (Elfenbeinküste) im Jahr 2019 und Lagos (Nigeria) anlandet. Im Jahr 2015 nahm ihr Unternehmen das angeblich größte Tier-III-Rechenzentrum Nigerias in Betrieb und verlängerte außerdem ein Unterseekabel von Lagos nach Kamerun.

## Auszeichnungen
- 2012, Ernennung zur CNBC All Africa Businesswoman of the Year[15]
- 2013, Aufnahme in die Liste Africa’s Most Powerful Women In Technology[16]
- 2018, Aufnahme in die Forbes-Liste The World's Top 50 Women In Tech[17][18]